# 틸란드시아 레쿠르바타
공이끼틸란드시아(small ballmoss, ball moss)는 진짜 이끼는 아니며, 더 큰 숙주식물 위에서 자라는 현화식물이다. 빛이 약하고, 공기의 흐름이 거의 없고, 슾도가 높은 영역에서 잘 자라는데, 이러한 환경은 미국에서는 일반적으로 흔히 남부생참나무(:en:Quercus virginiana) 등의 남부의 녹음수가 제공한다. 이 식물은 기생하는 종류는 아니고, 근연종 수염틸란드시아처럼 착생식물이다.
공이끼틸란드시아는 숙주로부터 영양분을 빨아들이지 않으며 단지 착생할 대상으로 활용할 뿐이다. 필요한 에너지를 스스로 광합성하며, 이파리를 통해 물을 흡수한다. 이 식물은 박테리아로부터 질소를 얻으며, 다른 무기질은 주로 불어오는 먼지로부터 얻어낸다. 공이끼틸란드시아는 숙주의 수액을 먹고 사는 겨우살이와 같은 유해한 기생식물은 아니지만, 숙주 나무가 가져갈 수 있었던 햇빛과 약간의 영양분을 흡수하고, 새로운 가지가 움틀 수 있는 표면 영역을 제한할 수 있다; 하지만 어떤 도시 환경과 같이 숙주 나무가 다른 요인으로 인한 스트레스를 받고 있지 않는 한 성장이나 건강에 눈에 띄는 악영향을 끼치는 일은 거의 없다.
공이끼틸란드시아는 골프공에서 축구공 크기에 이르는 회전타원체 형태의 덩어리를 형성하는 습성이 있는데, 이는 사실 한 모체에서 같이 자라나온 '새끼(pup)'들의 집합이다. 몇몇 연구들을 통해 바람이 주된 종자산포(:en:seed dispersion)요인이라는 것이 밝혀졌다. 공이끼틸란드시아가 동물을 통해 종자를 산포할 수 있는지는 실증적으로 증명되지 않았다 성숙한 씨앗은 표면에 이렇다할 점착성이 없으며, 안에 싹트기 위한 영양분이 굉장히 적지만, 다른 대부분의 착생식물들처럼 많은 양의 씨앗들이 흩뿌려지며, 습기를 잘 흡수하거나 거친 나무껍질과 같은 표면에 달라붙어 씨앗이 뿌리를 뻗어 스스로 표면에 몸을 고정할 때까지 시간을 벌어주는 가늘고 곧은 털들이 나있다. 사실 이 식물은 이 문서 내의 사진들이 보여주듯이 울타리나 전깃줄에도 풍부하게 자라날 수 있으며, 때로는 다른 종들과도 같이 자라난다.

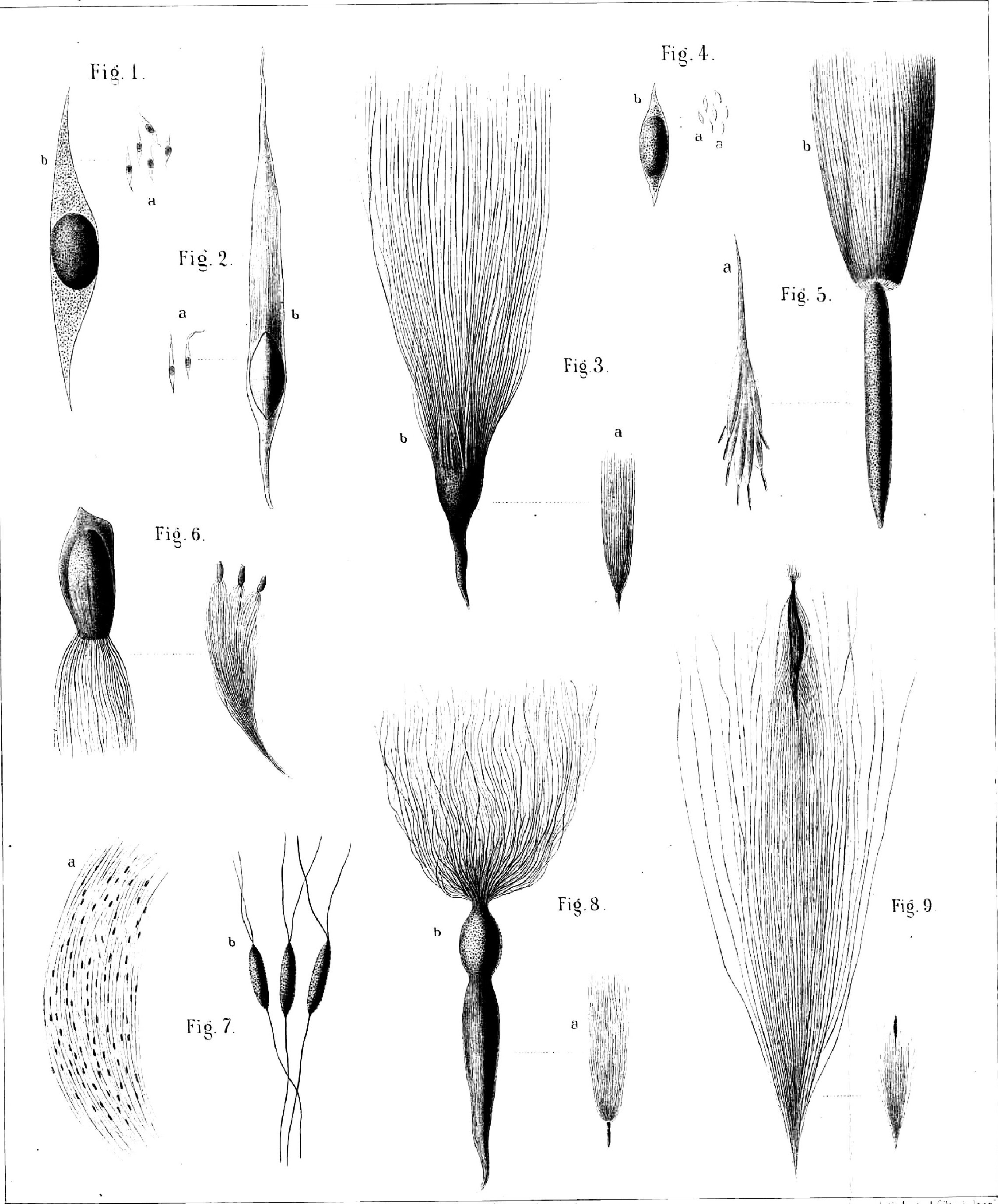
틸란드시아 씨앗(9번)과 다른 아메리카 대륙의 착생식물의 씨앗들의 비교

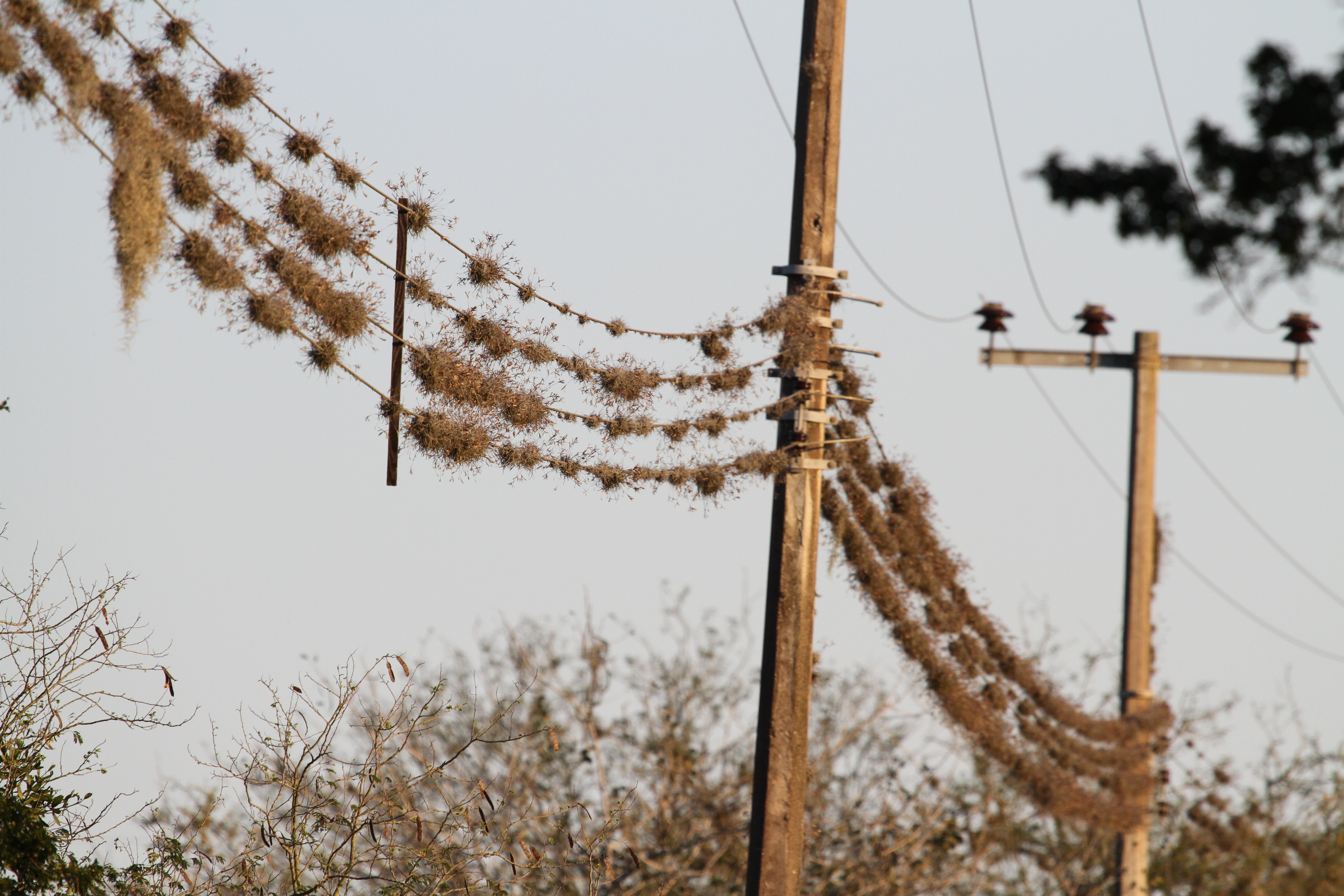
수염틸란드시아 등으로 추측되는 다른 종들과 함께 자라나는 공이끼틸란드시아

공이끼틸란드시아는 결빙에 민감한데, 특히 습기가 있을 때 그렇다.
공이끼틸란드시아는 아메리카 대륙의 따뜻한 지역이 원산이다; 서식 범위는 미국 남부에서 아르헨티나, 칠레 북부에 이른다. 자연적으로 서식하는 최북단 지역은 조지아주 해안이지만(여기서는 주의 "특별 감시"종으로 등록되어 있다.), 남캐롤라이나주 해안에 도입되어 나무들과 함께 자라나고 있다. 조지아주, 플로리다주, 루이지애나주, 텍사스주, 애리조나주와 멕시코, 대부분의 중앙, 남아메리카, 서인도제도의 대부분의 섬에서 자생한다고 알려져있다. 미국에서는 공이끼틸란드시아는 대개 하잘것없는 잡초로 간주되며, 대부분의 땅주인들은 이를 다양한 화학용액을 사용하여 나무에서 제거하려 든다.

## 활용
공이끼틸란드시아는 식물성 사료로 사용될 수 있다.